# Timothy Evans (militar)
El Major General Timothy Paul "Tim" Evans CBE DSO és un oficial de l'exèrcit britànic que actualment serveix com a comandant de la Reial Acadèmia Militar de Sandhurst

## Carrera Militar
Des del 5 de setembre de 1980, mentre que estudiava a la universitat, Evans va ser nomenat tinent de segona (en proves) com a Cadet Universitari. La seva comissió definitiva arribà el 16 d'octubre de 1981. El 7 d'agost de 1982, després de graduar-se a Sandhurst va ser comissionat a la Infanteria Lleugera com a tinent de segona. Va ser promogut a tinent el 7 d'agost de 1984 i a capità el 7 d'agost de 1988.
El 1990 superà la Selecció de Forces Especials. Serví com a comandant de tropa el 22è Regiment del Servei Aeri Especial. Posteriorment assistiria a l'Acadèmia de l'Exèrcit de Comandament i Estat Major, sent promogut a major el 30 de setembre de 1994.
Va ser promogut a tinent coronel el 30 de juny del 2000 i destinat al nou Centre de Doctrina Conjunta i Concepte. Va ser nomenat comandant del 1r batalló de la Infanteria Lleugera al juliol de 2001, sent nomenat a continuació cap de l'estat major al Quarter General de la 3a divisió mecanitzada, la qual va ser desplegada al sud de l'Iraq. Va ser promogut a coronel el 30 de juny del 2004 i a brigadier el 31 de desembre de 2005, tot i que amb antiguitat des de 30 de juny de 2005. Va ser nomenat comandant de la 19a Brigada Lleugera, que va ser desplegada a l'Iraq el 2006. Esdevingué Cap de la Força d'Operacions Conjuntes a Quarter General Conjunt Permanent de Northwood el 2008. El 30 de setembre de 2009 va ser promogut a Major General i nomenat Cap de l'Estat Major al Quarter General Aliat del Cos de Reacció Ràpida (ARRC). L'ARRC va ser destinat a l'Afganistan el gener de 2011, amb Evans sent nomenat Cap de l'Estat Major del Comandament Conjunt Força Internacional d'Assistència de Seguretat (ISAF). El 20 d'abril de 2012 va ser nomenat Comandant de la Reial Acadèmia Militar de Sandhurst.

## Historial de promocions
Tinent de 2a - 16 d'octubre de 1981
 Tinent - 7 d'agost de 1984
 Capità - 7 d'agost de 1988
 Major - 30 de setembre de 1994
 Tinent Coronel - 30 de juny del 2000
 Coronel - 30 de juny del 2004
 Brigadier - 31 de desembre de 2005, antiguitat 30 de juny de 2005
 Major General - 30 de setembre de 2009

## Honors i condecoracions
El 29 de juny de 1991, el llavors capità Evans va ser Mencionat als Despatxos en reconeixement de la valentia i els serveis distingits al Golf.
El 28 de setembre de 2012 va ser promogut Comandant de l'orde de l'Imperi Britànic (CBE) (només era Membre) en reconeixement de la valentia i els serveis distingits a l'Afganistan durant el període entre l'1 d'octubre de 2011 i el 31 de març del 2012
El 9 de gener del 2006 va rebre la posició honorífica de Coronel de La Infanteria Lleugera. Dimití del nomenament l'1 de febrer de 2007. L'1 d'abril del 2008 va ser nomenat Coronel de The Rifles.
 Comandant de l'orde de l'Imperi Britànic (CBE) – 28 de setembre de 2012
Membre de l'orde de l'Imperi Britànic (MBE) – 16 de juny de 2001
 Company de l'orde del Servei Distingit (DSO) – 7 de març de 2008
  Medalla del Servei General
 Medalla de la Guerra del Golf amb palma de Menció als Despatxos || (MID 1991)
 Medalla del Servei Operatiu: Afganistan
  Medalla d'Iraq
 Medalla del Jubileu d'Or de la Reina Elisabet II 2002
 Medalla del Jubileu de Diamant de la Reina Elisabet II 2012
 Medalla del Servei de Campanya Acumulat